# Mike Lapper
Michael Steven "Mike" Lapper, född 28 augusti 1970, är en amerikansk före detta professionell fotbollsspelare som spelade försvarare för fotbollsklubbarna Los Angeles Heat, VfL Wolfsburg, Southend United och Columbus Crew mellan 1988 och 2002. Han vann en amerikansk cup med Columbus Crew för säsongen 2002. Lapper spelade också 43 landslagsmatcher för det amerikanska fotbollslandslaget mellan 1991 och 1995.